# Alix van Oostenrijk-Este
Aartshertogin Alix van Oostenrijk-Este (Oudergem, 2 september 2023) is het derde kind van prins Amedeo van België en Elisabetta Maria Rosboch von Wolkenstein.
Ze is het derde kleinkind van prinses Astrid van België en prins Lorenz, aartshertog van Oostenrijk-Este, en het derde achterkleinkind van koning Albert II van België en koningin Paola.

## Geboorte
Alix werd geboren op 2 september 2023 om 05.29 uur in het Delta Ziekenhuis te Oudergem. Bij de geboorte woog ze 3,4 kilogram en was ze 50 centimeter groot.

## Troonopvolging
Alix staat op de negende plaats in de lijst om de troonopvolging van België.
Alix staat niet op de lijn van de Habsburgse troonopvolging, volgens de Salische wetgeving wordt haar vader opgevolgd door haar broer aartshertog Maximilian van Oostenrijk-Este.